# MAPPA
Pour les articles homonymes, voir Mappa.
MAPPA Co., Ltd. (株式会社MAPPA, Kabushiki gaisha MAPPA) est un studio d'animation japonaise situé à Suginami dans la préfecture de Tokyo, au Japon, fondée en juin 2011 par l'ancien fondateur du studio Madhouse, Masao Maruyama,. MAPPA est l'acronyme de « Maruyama Animation Produce Project Association ».

## Histoire
À 70 ans, Masao Maruyama fonde le studio MAPPA après avoir pris sa retraite de Madhouse en juin 2011.
En avril 2016, Maruyama a démissionné de son poste de PDG et a fondé un nouveau studio, Studio M2. Le producteur Manabu Otsuka est ainsi devenu le nouveau PDG de la société.
Le premier long métrage d'animation produit par MAPPA, sans être une série télévisée, sorti en 2016, Dans un recoin de ce monde, a remporté le prix du meilleur film d'animation de la 40e édition des Japan Academy Prize.

## Production

### Séries télévisées
| Année | Titre                                         | Dates de 1re diffusion | Dates de 1re diffusion | Nb. éps.   | Notes                                                                                     |
| Année | Titre                                         | Début                  | Fin                    | Nb. éps.   | Notes                                                                                     |
| ----- | --------------------------------------------- | ---------------------- | ---------------------- | ---------- | ----------------------------------------------------------------------------------------- |
| 2012  | Kids on the Slope                             | 12 avril 2012          | 28 juin 2012           | 12         | Basée sur le manga de Yuki Kodama ; coproduite avec Tezuka Productions.                   |
| 2012  | Teekyu (en)                                   | 7 octobre 2012         | 22 décembre 2013       | 36         | Production de 3 saisons ; basée sur le manga comique écrit par Roots et dessiné par Piyo. |
| 2013  | Hajime no Ippo: Rising                        | 6 octobre 2013         | 30 mars 2014           | 25         | 3e saison basée sur le manga de George Morikawa ; coproduite avec Madhouse.               |
| 2014  | Terror in Resonance                           | 11 juillet 2014        | 26 septembre 2014      | 11         | Projet original.                                                                          |
| 2014  | Garo -Honō no Kokuin-                         | 4 octobre 2014         | 28 mars 2015           | 24         | Projet original basé sur la série de tokusatsu éponyme.                                   |
| 2014  | Rage of Bahamut: Genesis                      | 6 octobre 2014         | 29 décembre 2014       | 12         | Basée sur le jeu mobile Rage of Bahamut (ja).                                             |
| 2015  | Punch Line                                    | 10 avril 2015          | 26 juin 2015           | 12         | Projet original.                                                                          |
| 2015  | Ushio & Tora                                  | 3 juillet 2015         | 24 juin 2016           | 39         | Basée sur le manga de Kazuhiro Fujita ; coproduite avec Studio VOLN.                      |
| 2015  | Garo - Guren no Tsuki                         | 10 octobre 2015        | 2 avril 2016           | 26         | 2e série basée sur la série de tokusatsu éponyme.                                         |
| 2016  | Days                                          | 3 juillet 2016         | 18 décembre 2016       | 24         | Basée sur le manga de Tsuyoshi Yasuda.                                                    |
| 2016  | Yuri on Ice                                   | 6 octobre 2016         | 22 décembre 2016       | 12         | Projet original.                                                                          |
| 2017  | Idol Incidents (ja)                           | 8 janvier 2017         | 26 mars 2017           | 12         | Projet de la franchise éponyme de Mages. ; coproduite avec Studio VOLN.                   |
| 2017  | Rage of Bahamut: Virgin Soul                  | 8 avril 2017           | 30 septembre 2017      | 24         | Suite de Rage of Bahamut: Genesis.                                                        |
| 2017  | Gambling School                               | 1er juillet 2017       | 23 septembre 2017      | 12         | Basée sur le manga écrit par Homura Kawamoto et dessiné par Tōru Naomura.                 |
| 2017  | Altaïr                                        | 8 juillet 2017         | 23 décembre 2017       | 24         | Basée sur le manga de Kotono Katō.                                                        |
| 2017  | Garo - Vanishing Line                         | 7 octobre 2017         | 31 mars 2018           | 24         | 3e série basée sur la série de tokusatsu éponyme.                                         |
| 2017  | Last Hero Inuyashiki                          | 13 octobre 2017        | 22 décembre 2017       | 11         | Basée sur le manga d'Hiroya Oku.                                                          |
| 2018  | Banana Fish                                   | 6 juillet 2018         | 21 décembre 2018       | 24         | Basée sur le manga d'Akimi Yoshida.                                                       |
| 2018  | Zombie Land Saga                              | 4 octobre 2018         | 20 décembre 2018       | 12         | Projet original en collaboration avec Cygames et avex pictures.                           |
| 2019  | Dororo                                        | 7 janvier 2019         | 24 juin 2019           | 24         | Basée sur le manga éponyme d'Osamu Tezuka ; coproduite avec Tezuka Productions.           |
| 2019  | Gambling School ××                            | 9 janvier 2019         | 27 mars 2019           | 12         | Suite de Gambling School.                                                                 |
| 2019  | Sarazanmai                                    | 12 avril 2019          | 21 juin 2019           | 11         | Projet original ; coproduite avec Lapin Track.                                            |
| 2019  | To the Abandoned Sacred Beasts                | 1er juillet 2019       | 16 septembre 2019      | 12         | Basée sur le manga du duo Maybe.                                                          |
| 2019  | Granblue Fantasy The Animation Season 2       | 5 octobre 2019         | 28 décembre 2019       | 12         | Suite de la série basée sur le jeu vidéo Granblue Fantasy.                                |
| 2020  | Uchi Tama?!: Uchi no Tama Shirimasenka?       | 9 janvier 2020         | 19 mars 2020           | 11         | Basée sur la franchise de Sony Creative Products Inc. ; coproduite avec Lapin Track.      |
| 2020  | Dorohedoro                                    | 12 janvier 2020        | 29 mars 2020           | 12         | Basée sur le manga de Q Hayashida.                                                        |
| 2020  | Listeners                                     | 3 avril 2020           | 19 juin 2020           | 12         | Projet original.                                                                          |
| 2020  | The God of High School                        | 6 juillet 2020         | 28 septembre 2020      | 13         | Basée sur le webtoon de Yongje Park.                                                      |
| 2020  | Mr Love: Queen's Choice                       | 15 juillet 2020        | 30 septembre 2020      | 12         | Basée sur le jeu mobile chinois de Papergames.                                            |
| 2020  | Jujutsu Kaisen                                | 2 octobre 2020         | 27 mars 2021           | 24         | Basée sur le manga de Gege Akutami.                                                       |
| 2020  | The Gymnastics Samurai                        | 11 octobre 2020        | 20 décembre 2020       | 11         | Projet original.                                                                          |
| 2020  | L'Attaque des Titans : Saison finale          | 6 décembre 2020        | 28 mars 2021           | 16         | Suite des 3 saisons produites par Wit Studio, et basée sur le manga de Hajime Isayama.    |
| 2021  | Zombie Land Saga Revenge                      | 8 avril 2021           | 24 juin 2021           | 12         | Suite de Zombie Land Saga.                                                                |
| 2021  | Yasuke                                        | 29 avril 2021          | 29 avril 2021          | 6          | Série d'animation produite pour Netflix basée sur le personnage historique Yasuke.        |
| 2021  | RE-MAIN                                       | 4 juillet 2021         | 3 octobre 2021         | 12         | Projet original.                                                                          |
| 2021  | Heion Sedai no Idaten-tachi                   | 23 juillet 2021        | 1er octobre 2021       | 11         | Basée sur le manga écrit par Amahara et illustré par Coolkyōsinnjya.                      |
| 2021  | Takt Op. Destiny                              | 6 octobre 2021         | 22 décembre 2021       | 12         | Projet original. Coproduit avec Madhouse.                                                 |
| 2022  | L'Attaque des Titans : Saison Finale Partie 2 | 9 janvier 2022         | 3 avril 2022           | 12         | Seconde partie de L'Attaque des Titans : The Final Season,.                               |
| 2022  | Dance Dance Danseur                           | 9 avril 2022           | 18 juin 2022           | 11         | Basée sur le manga de George Asakura.                                                     |
| 2022  | Gambling School Twin                          | 4 août 2022            | 4 août 2022            | 6          | Basée sur le manga de Homura Kawamoto et Kei Saki. Dérivée de Gambling School.            |
| 2022  | Chainsaw Man                                  | 12 octobre 2022        | 28 décembre 2022       | 12         | Basée sur le manga de Tatsuki Fujimoto,.                                                  |
| 2023  | Vinland Saga : Saison 2                       | 10 janvier 2023        | 20 juin 2023           | 24         | Suite de la saison 1 produite par Wit Studio et basée sur le manga de Makoto Yukimura.    |
| 2023  | Hero Skill - Achats en ligne (en)             | 10 janvier 2023        | 28 mars 2023           | 12         | Saison 1 basée sur le manga de Eguchi Ren.                                                |
| 2023  | L'Attaque des Titans : Saison Finale Partie 3 | 3 mars 2023            | 4 novembre 2023        | 2          | Troisième et dernière partie de L'Attaque des Titans : The Final Season,.                 |
| 2023  | Hell's Paradise: Jigokuraku                   | 1er avril 2023         | 1er juillet 2023       | 13         | Basée sur le manga de Yuji Kaku,.                                                         |
| 2023  | Jujutsu Kaisen saison 2                       | 6 juillet 2023         | 28 décembre 2023       | 23         | Deuxième saison de Jujutsu Kaisen.                                                        |
| 2024  | Bucchigiri?!                                  | 13 janvier 2024        | 6 avril 2024           | 12         | Série originale de Taku Kishimoto.                                                        |
| 2024  | Oblivion Battery (en)                         | 9 avril 2024           | 2 juillet 2024         | 12         | Basée sur le manga de Mikawa Eko.                                                         |
| 2024  | Ranma ½                                       | 5 octobre 2024         | À venir                | À annoncer | Remake de la série de 1989.                                                               |
| 2025  | Zenshu                                        | 5 janvier              | 23 mars                | 12         | Série originale de Mitsue Yamazaki,.                                                      |
| 2025  | Lazarus                                       | 6 avril                | À venir                | À annoncer | Série originale de Shin'ichirō Watanabe.                                                  |
| ?     | Jujutsu Kaisen saison 3                       | À venir                | À venir                | À annoncer | Troisième saison de Jujutsu Kaisen                                                        |
| ?     | Hell's Paradise: Jigokuraku Saison 2          | À venir                | À venir                | À annoncer | Deuxième saison de Hell's Paradise.                                                       |
| ?     | Dorohedoro Saison 2                           | À venir                | À venir                | À annoncer | Deuxième saison de Dorohedoro.                                                            |
| ?     | Oblivion Battery saison 2 (en)                | À venir                | À venir                | À annoncer | Deuxième saison d'Oblivion Battery.                                                       |

### Films d'animation
- Garo - Divine Flame (mai 2016)
- Dans un recoin de ce monde (octobre 2016)
- Jujutsu Kaisen 0 (décembre 2021)[35]
- Maboroshi (septembre 2023)
- Yuri on Ice the Movie: Ice Adolescence (annulé ?)[36]
- Zombie Land Saga: the Movie (prévu)[37]
- Chainsaw Man – Le Film : L’Arc de Reze (septembre 2025)

### Jeux vidéo
- Inazuma Eleven: Victory Road (Cinématiques du jeu et animations diverses) (2023)[38]